# Кричевские
Кричевские (пол. Krzyczewski, укр. Кричнвські) — дворянский род из Гетманщины.
Потомства: 1) священника Каллистрата Кричевского; 2) Козьмы Кричевского, переяславского полкового судьи.

## Описание герба
В красном поле хоругвь, пронзённая опрокинутой и раздвоенной вверху стрелой.
Щит увенчан дворянскими шлемом и короной. Намёт на щите красный подложен серебром. Нашлемник: ястреб с кольцом в клюве.